# Rutela dorcyi
Rutela dorcyi är en skalbaggsart som beskrevs av Olivier 1789. Rutela dorcyi ingår i släktet Rutela och familjen Rutelidae. Inga underarter finns listade i Catalogue of Life.